# Dansdate
Dansdate is een dansprogramma dat in het najaar van 2014 werd uitgezonden op de Vlaamse commerciële televisiezender VTM.

## Programma
Dansdate vertoont een aantal gelijkenissen met Sterren op de Dansvloer, een ander dansprogramma dat eerder op VTM liep. Een belangrijk verschil is dat de bekende Vlamingen ditmaal met hun eigen levenspartner dansen en niet met een professionele danspartner. Samen met hun partner brengen ze verschillende dansstijlen voor een livepubliek. De dansstijlen zijn zeer uiteenlopend, van stijldansen en disco tot hiphop en modern. Aan het einde van de dans worden de koppels beoordeeld door de driekoppige jury. De kijker kan via sms of digitale tv zijn of haar stem uitbrengen. Aan het einde van elke aflevering wordt bekendgemaakt welk koppel de wedstrijd moet verlaten.

## Presentatie
- Niels Destadsbader (seizoen 1)

## Juryleden
- Francesca Vanthielen (seizoen 1)
- Dan Karaty (seizoen 1)
- Min Hee Bervoets (seizoen 1)

## Choreografen
- Ish Ait Hamou: Hoofdchoreograaf
- Koen Brouwers: Chachacha, tango, rumba
- Roemjana de Haan: Chachacha, tango, rumba
- Michel Froget: Broadway, broadway jazz
- Mohamed Boujarra: Modern
- Leila Akcelik: Swing, quickstep, jive, samba
- Roy Julen: Hiphop, modern
- Laurent Flament: Cabaret, disco, modern jazz
- Yves Ruth: Hiphop
- Bruce Blanchard: Afro
- Arman Eranosjan: Wals, salsa, paso doble
- Ayla: Bollywood

## Dansstijlen
- Chachacha
- Modern
- Tango
- Swing
- Hiphop
- Cabaret
- Disco
- Afro
- Wals
- Modern Jazz
- Quickstep
- Rumba
- Salsa
- Bollywood
- Broadway jazz
- Paso doble
- Jive
- Samba

## Seizoen 1 (2014)

### Kandidaten
| Bekende Vlaming                        | Beroep                                                           | Partner             | Eindranking |
| -------------------------------------- | ---------------------------------------------------------------- | ------------------- | ----------- |
| Bieke Ilegems + Erik Goossens          | Televisiepresentatrice / actrice / nieuwsanker + Acteur / zanger | BV (1ste kolom)     | Winnaars    |
| Kevin Janssens + Josje Huisman         | Acteur + K3-zangeres / danseres / actrice / presentatrice        | BV (1ste kolom)     | 2de plaats  |
| Sean Dhondt                            | Muzikant / televisiepresentator                                  | Allison Scott       | 3de plaats  |
| Laurens Nuyens                         | Tv-persoonlijkheid                                               | Roos Vandekerckhove | 4de plaats  |
| Veerle Dobbelaere                      | Actrice                                                          | Alain Bokken        | 5de plaats  |
| Willem-Frederik Schiltz + Freya Piryns | Politicus / advocaat + politica                                  | BV (1ste kolom)     | 6de plaats  |

### Afleveringen
Legenda
Rood betekent dat dit koppel de laagste score behaalde
Groen betekent dat dit koppel de hoogste score behaalde
↓ betekent een daling in jurypunten ten opzichte van de vorige aflevering
↑ betekent een stijging in jurypunten ten opzichte van de vorige aflevering
= betekent dezelfde punten ten opzichte van de vorige aflevering
Indien gedetailleerde jurypunten worden weergegeven, is dit in deze volgorde: Francesca-Dan-Min Hee, de BV's hun punten staan bovenaan en die van hun levenspartner onderaan. Zijn er twee BV's, dan staan de punten van degene die eerst in het voorgaande vak staat vanboven.
De koppels worden weergegeven in de volgorde waarin ze tijdens die show gedanst hebben.

#### Aflevering 1 (31/10/2014)
| Koppel                  | Jurypunten       | Dansstijl | Choreograaf                      | Muziek                                                   | Resultaat              |
| ----------------------- | ---------------- | --------- | -------------------------------- | -------------------------------------------------------- | ---------------------- |
| Sean & Allison          | 7-6-7 (37) 6-6-6 | Chachacha | Koen Brouwers & Roemjana de Haan | "Sway" — Pussycat Dolls                                  | Uitgestelde beslissing |
| Veerle & Alain          | 7-6-7 (40) 7-7-6 | Broadway  | Michel Froget                    | "On Broadway" — Smokey Joe's Cafe                        | Uitgestelde beslissing |
| Laurens & Roos          | 5-3-3 (26) 7-4-4 | Modern    | Mohamed Boujarra                 | "Say Something" — A Great Big World & Christina Aguilera | Uitgestelde beslissing |
| Erik & Bieke            | 8-7-6 (44) 8-8-7 | Tango     | Koen Brouwers & Roemjana de Haan | "Por una Cabeza" — The Tango Project                     | Uitgestelde beslissing |
| Willem-Frederik & Freya | 7-6-5 (34) 6-5-5 | Swing     | Leila Akcelik                    | "Lonely Boy" — The Black Keys                            | Uitgestelde beslissing |
| Kevin & Josje           | 8-8-7 (45) 8-8-6 | Hiphop    | Roy Julen                        | "Yeah 3x" — Chris Brown                                  | Uitgestelde beslissing |

Kijkcijfers: 787.228 (MA: 35,73%)

Openingsdans: Ish Ait Hamou / Spectrum - Say My Name

#### Aflevering 2 (07/11/2014)
| Koppel                  | Jurypunten         | Dansstijl | Choreograaf     | Muziek                              | Resultaat           |
| ----------------------- | ------------------ | --------- | --------------- | ----------------------------------- | ------------------- |
| Veerle & Alain          | 8-5-5 (38) ↓ 7-7-6 | Hiphop    | Yves Ruth       | "It's Like That" — Run-D.M.C.       | Volgende aflevering |
| Sean & Allison          | 8-8-7 (44) ↑ 7-7-7 | Modern    | Roy Julen       | "Lay Me Down" — Sam Smith           | Volgende aflevering |
| Laurens & Roos          | 6-5-5 (35) ↑ 7-6-6 | Cabaret   | Laurent Flament | "Sparkling Diamonds" — Moulin Rouge | Volgende aflevering |
| Kevin & Josje           | 8-7-7 (45) = 9-7-7 | Disco     | Laurent Flament | "Music Inferno" — Madonna           | Volgende aflevering |
| Willem-Frederik & Freya | 8-6-6 (39) ↑ 7-6-6 | Wals      | Arman Eranosjan | "If I Ain't Got You" — Alicia Keys  | Uitgeschakeld       |
| Erik & Bieke            | 8-9-7 (47) ↑ 8-8-7 | Afro      | Bruce Blanchard | "Afromix" — meerdere artiesten      | Volgende aflevering |

Kijkcijfers: 849.176 (MA: 35,08%)

Openingsdans: Ish Ait Hamou / Usher - She Came To Give It To You

#### Aflevering 3 (14/11/2014)
| Koppel         | Jurypunten         | Dansstijl   | Choreograaf                      | Muziek                                                           | Resultaat           |
| -------------- | ------------------ | ----------- | -------------------------------- | ---------------------------------------------------------------- | ------------------- |
| Erik & Bieke   | 7-7-7 (42) ↓ 8-7-6 | Modern jazz | Laurent Flament                  | "Wasting My Young Years" — London Grammar                        | Volgende Aflevering |
| Veerle & Alain | 7-6-6 (40) ↑ 8-7-6 | Salsa       | Arman Eranosjan                  | "Mas que nada" — The Black Eyed Peas & Sérgio Mendes             | Uitgeschakeld       |
| Kevin & Josje  | 9-9-7 (49) ↑ 8-9-7 | Rumba       | Koen Brouwers & Roemjana de Haan | "She's Like The Wind" — Patrick Swayze                           | Volgende aflevering |
| Sean & Allison | 8-7-7 (42) ↓ 8-6-6 | Hip Hop     | Yves Ruth                        | "Sing" — Ed Sheeran                                              | Volgende aflevering |
| Laurens & Roos | 5-5-5 (31) ↓ 6-5-5 | Quickstep   | Leila Akcelik                    | "Swing, Swing, Swing" — Keely Smith & The Frankie Capp Orchestra | Volgende aflevering |

Kijkcijfers: 799.084 (MA: 31,83%)

Openingsdans: Ish Ait Hamou / Jessie J & Ariana Grande & Nicki Minaj - Bang Bang

#### Aflevering 4 (21/11/2014) (Kwartfinale)
| Koppel         | Jurypunten           | Dansstijl     | Choreograaf                      | Muziek                                       | Resultaat           |
| -------------- | -------------------- | ------------- | -------------------------------- | -------------------------------------------- | ------------------- |
| Kevin & Josje  | 8 (16) 8             | Latin         | Koen Brouwers & Roemjana de Haan | "Conga" - Gloria Estefan                     | Volgende aflevering |
| Kevin & Josje  | 9-9-8 (54) ↑ 10-10-8 | Broadway jazz | Michel Froget                    | "Smooth Criminal" — Michael Jackson          | Volgende aflevering |
| Laurens & Roos | 4 (10) 6             | Latin         | Koen Brouwers & Roemjana de Haan | "Conga" - Gloria Estefan                     | Uitgeschakeld       |
| Laurens & Roos | 6-5-4 (32) ↑ 6-6-5   | Paso doble    | Arman Eranosjan                  | "Run Boy Run" — Woodkid                      | Uitgeschakeld       |
| Sean & Allison | 8 (15) 7             | Latin         | Koen Brouwers & Roemjana de Haan | "Conga" - Gloria Estefan                     | Volgende aflevering |
| Sean & Allison | 8-8-7 (47) ↑ 8-9-7   | Bollywood     | Ayla                             | "Jai Ho" — Slumdog Millionaire               | Volgende aflevering |
| Erik & Bieke   | 8 (15) 7             | Latin         | Koen Brouwers & Roemjana de Haan | "Conga" - Gloria Estefan                     | Volgende aflevering |
| Erik & Bieke   | 8-9-7 (48) ↑ 8-9-7   | Jive          | Leila Akcelik                    | "Would You Go to Bed With Me" — Touch and Go | Volgende aflevering |

Kijkcijfers: 802.368 (MA: 33,57%)

Openingsdans: Ish Ait Hamou / Sigma & Paloma Faith - Changing

Groepsdans: Latin / Koen Brouwers & Roemjana de Haan / Gloria Estefan - Conga

#### Aflevering 5 (28/11/2014) (Halve Finale)
| Koppel         | Jurypunten          | Dansstijl                                  | Choreograaf     | Muziek                                             | Resultaat           |
| -------------- | ------------------- | ------------------------------------------ | --------------- | -------------------------------------------------- | ------------------- |
| Sean & Allison | 9-8-7 (47) = 9-7-7  | Samba                                      | Leila Akcelik   | "Living La Vida Locka" - Ricky Martin              | Uitgeschakeld       |
| Sean & Allison | Geen jurypunten     | Vertellende choreo: Het Huwelijksaanzoek   | Dansdateballet  | "Mirrors" — Justin Timberlake                      | Uitgeschakeld       |
| Kevin & Josje  | 9-7-7 (48) ↓ 10-8-7 | Modern jazz                                | Laurent Flament | "Home" - Dotan                                     | Volgende aflevering |
| Kevin & Josje  | Geen jurypunten     | Vertellende choreo: De Versiertruc         | Dansdateballet  | "Blurred Lines" — Pharrell Williams & Robin Thicke | Volgende aflevering |
| Erik & Bieke   | 9-9-7 (50) ↑ 9-9-7  | Disco                                      | Laurent Flament | "You Should Be Dancing" - Bee Gees                 | Volgende aflevering |
| Erik & Bieke   | Geen jurypunten     | Vertellende choreo: De Prille Verliefdheid | Dansdateballet  | "Beautiful that way" — Noa                         | Volgende aflevering |

Kijkcijfers: 858.382 (MA: 34,81%)

Openingsdans: Ish Ait Hamou / Stromae - Ta fête

Gastact: Red Bull Flying Bach / Flying Steps

#### Aflevering 6 (05/12/2014) (Finale)
| Koppel        | Jurypunten             | Dansstijl     | Choreograaf                      | Muziek                              | Resultaat     |
| ------------- | ---------------------- | ------------- | -------------------------------- | ----------------------------------- | ------------- |
| Kevin & Josje | 9-9-7 (51) ↑ 9-9-8     | Tango         | Koen Brouwers & Roemjana de Haan | "Assassin's Tango" - John Powell    | Uitgeschakeld |
| Kevin & Josje | 10-10-9 (58) ↑ 10-10-9 | Broadway jazz | Michel Froget                    | "Smooth Criminal" — Michael Jackson | Uitgschakeld  |
| Erik & Bieke  | 9-9-8 (52) ↑ 9-9-8     | Rumba         | Koen Brouwers & Roemjana de Haan | "Caruso" - Lara Fabian              | Winnaars      |
| Erik & Bieke  | 9-9-8 (51) = 9-9-8     | Afro          | Bruce Blanchard                  | "Afromix" — meerdere artiesten      | Winnaars      |

Kijkcijfers: 927.949 (MA: 37,07%)

Openingsdans: Ish Ait Hamou / Mark Ronson & Bruno Mars - Uptown Funk!

Afvallersmedley: Leila Akcelik / Willem-Frederik & Freya, Veerle & Alain, Laurens & Roos en Sean & Allison / Swing, Salsa, Quickstep, Samba / "afvallersmix" - meerdere artiesten

## Weken
| Koppel                  | Week 1    | Week 2  | Week 3      | Week 4        | Week 5      | Week 5             | Week 6 | Week 6        | Uitslag    |
| ----------------------- | --------- | ------- | ----------- | ------------- | ----------- | ------------------ | ------ | ------------- | ---------- |
| Erik & Bieke            | Tango     | Afro    | Modern jazz | Jive          | Disco       | Vertellende choreo | Rumba  | Afro          | Winnaars   |
| Kevin & Josje           | Hip Hop   | Disco   | Rumba       | Broadway jazz | Modern jazz | Vertellende choreo | Tango  | Broadway Jazz | Runner-up  |
| Sean & Allison          | Chachacha | Modern  | Hip Hop     | Bollywood     | Samba       | Vertellende choreo |        | Samba         | 3de plaats |
| Laurens & Roos          | Modern    | Cabaret | Quickstep   | Paso doble    |             |                    |        | Quickstep     | 4de plaats |
| Veerle & Alain          | Broadway  | Hip Hop | Salsa       |               |             |                    |        | Salsa         | 5de plaats |
| Willem-Frederik & Freya | Swing     | Wals    |             |               |             |                    |        | Swing         | 6de plaats |

Groen: Hoogst scorende dans

Rood: Laagst scorende dans

Goud: Winnaars

Zilver: Runner-up

Brons: 3de plaats

Lichtrood: 4de - 6de plaats